# Szlavisztika
A szlavisztika a szláv népekkel, nyelvekkel, irodalommal, történelemmel és kultúrával foglalkozó tudomány. Eredetileg a szlavista elsősorban nyelvész vagy filológus volt, aki a szláv népek nyelvét és kultúráját kutatta. Az utóbbi időben egyre inkább történészek és más társadalomtudósok is részt vesznek a szláv kultúrák és társadalmak kutatásában.

## Története
A szlavisztika a 18. század végén és a 19. század fejlődött ki mint tudomány, egyidejűleg a romantikus nacionalizmussal, különböző szláv nemzetek között, valamint a közös szláv közösség kialakítására tett ideológiai kísérletekkel, amelyet a pánszláv mozgalom példáz. Az elsők között Josef Dobrovský (1753–1829) használta a kifejezést.
A szlavisztika története három időszakra osztható. 1876-ig a korai szlavisták a szláv nyelvek emlékeinek dokumentálására és nyomtatására koncentráltak, köztük a nemzeti nyelveken írt első szövegekre. Ebben az időszakban a zajlott a legtöbb szláv népnál a nyelvújítás. A második időszak az első világháborúval zárult, és a szláv filológia és nyelvészet gyors fejlődése jellemezte, különösen a szláv országokon kívül, az August Schleicher (1821–1868) és August Leskien (1840–1916) körül a lipcsei egyetemen kialakult körökben. Ebben az időszakban a szlavisták a dialektológiára összpontosítottak.
A második világháború után különböző egyetemeken szlavisztika központokat hoztak létre világszerte, és jelentősen elterjedt más tudományterületeken is (irodalom, történelem, szociológia). Ez a fejlődés részben a hidegháború idején Nyugat-Európában és Észak-Amerikában felmerült politikai aggodalmaknak volt köszönhető.

## Tudományos alterületei
A szlávokat hagyományosan három alcsoportba sorolják (keleti, déli, nyugati), és a szlavisztika is három különálló alterületre oszlik:
Keleti szláv tanulmányok, amelyek a keleti szláv népek, valamint nyelvi, irodalmi, kulturális és történelmi örökségük vizsgálatát foglalják magukban.
- Belorusz tanulmányok, vagy beloruszisztika (latinul: Belarusistica);
- Orosz tanulmányok, vagy russzisztika (latinul: Russistica);
- Ruszin tanulmányok, vagy ruszinisztika (latinul: Rusinistica);
- Ukrán tanulmányok, vagy ukránisztika (latinul: Ucrainistica);

Délszláv tanulmányok, amelyek a déli szláv népek, valamint nyelvi, irodalmi, kulturális és történelmi örökségük vizsgálatát foglalják magukban.
- Bosnyák tanulmányok, vagy bosznyakisztika (latinul: Bosniacistica);
- Bolgár tanulmányok, vagy bolgarisztika (latinul: Bulgaristica);
- Horvát tanulmányok, vagy kroatisztika (latinul: Croatistica);
- Macedón tanulmányok, vagy macedonisztika (latinul: Macedonistica);
- Montenegrói tanulmányok, vagy montenegrisztika (latinul: Montenegristica);
- Szerb tanulmányok, vagy szerbisztika (latinul: Serbistica);
- Szlovén tanulmányok, vagy szlovenisztika (latinul: Slovenistica);
- Jugoszláv tanulmányok, vagy jugoszlavisztika (latinul: Iugoslavistica);

Nyugati szláv tanulmányok, amelyek a nyugati szláv népek, valamint nyelvi, irodalmi, kulturális és történelmi örökségük vizsgálatát foglalják magukban.
- Cseh tanulmányok, vagy bohemisztika (latinul: Bohemistica);
- Kasub tanulmányok, vagy kasubisztika (latinul: Kashubistica);
- Lengyel tanulmányok, vagy polonisztika (latinul: Polonistica);
- Szlovák tanulmányok, vagy szlovakisztika (latinul: Slovacistica);
- Szorb tanulmányok, vagy szorbisztika (latinul: Sorbistica).